# Pseudocamptoum fasciculatum
Pseudocamptoum fasciculatum är en svampart som först beskrevs av Cooke & Massee, och fick sitt nu gällande namn av E.W. Mason 1929. Pseudocamptoum fasciculatum ingår i släktet Pseudocamptoum, divisionen sporsäcksvampar och riket svampar.   Inga underarter finns listade i Catalogue of Life.